# Capsule (monnaie fictive)
Pour les articles homonymes, voir Capsule.
Les capsules de bouteille, ou simplement capsules, sont une monnaie fictive utilisée dans les jeux de la série Fallout : Fallout, Fallout 2, Fallout 3, Fallout : New Vegas, Fallout 4 et Fallout : Brotherhood of Steel.

## Histoire
En Nouvelle-Californie, une région fictive basée sur la Californie, les capsules de bouteilles sont rares à trouver, ce qui fit d'elles la monnaie parfaite pour les marchands du Hub, la plus grande ville marchande de la Nouvelle-Californie. Les marchands du Hub l'adoptèrent au XXIIe siècle. Ces derniers possèdent le monopole du commerce de l'eau, ainsi ils purent facilement imposer les capsules comme nouvelle monnaie d'échange. La raison de cette adoption découle de deux facteurs : d'abord, la technique de fabrication et de peinture des capsules de bouteille s'étant perdue dans la Grande Guerre, elles faisaient un matériau parfait, rendant sa contrefaçon très difficile. D'autre part, les capsules n'étant plus fabriquées dans les terres reculées, le nombre de capsule n’évoluerait pas et limiterait les risques d'inflation de la monnaie.

## Design et utilisation
La capsule de base provient d'une bouteille Nuka-Cola, boisson fictive dérivée du Coca-Cola, disposant de 21 ondulations et crêtes. Il s'agit de la principale forme de monnaie utilisée dans les terres désolées américaines. Des contrefaçons de cette capsule circulent, destinées à tromper les commerçants. Dans Fallout : New Vegas, on note l'apparition des capsules de bouteille de Sunset Sarsaparilla, une boisson alcoolisée. Elle possède la même valeur que les capsules de base et sont utilisées uniquement dans le désert des Mojaves. 
Les capsules sont utilisées par les joueurs afin d'améliorer leurs abris et ainsi faire prospérer leur civilisation. 